# Penthouse
Penthouse je americký erotický časopis vydávaný v mnoha mutacích po celém světě. V 90. letech vycházel i v ČR, ale pro malý náklad bylo vydávání zastaveno.
Společnost Penthouse založil v roce 1965 ve Velké Británii americký občan Bob Guccione v reakci na úspěšné vydávání časopisu Playboy a Hustler.
Z hlediska odvázanosti se umístil Penthouse někam mezi Playboy a Hustler.
Úspěch byl od počátku až neočekávaně velký, Guccione přenesl centrálu časopisu do USA a vytvořil tím významnou firmu. S nástupem videa rozšířil Guccione aktivity firmy i na erotické filmy, některé se setkaly se zcela mimořádným ohlasem, nejznámější je hraný film Caligula, který se promítal i v běžné filmové distribuci.